# Bozkurt (Kastamonu)
Pour les articles homonymes, voir Bozkurt.
Bozkurt est une ville et un district de la province de Kastamonu dans la région de la mer Noire en Turquie.